# Championnat du Panama de football 1998-1999
Navigation
Saison précédente Saison suivante
Le Championnat ANAPROF 1998-1999 est la onzième édition de la première division panaméenne.
Lors de ce tournoi, le Tauro FC a tenté de conserver son titre de champion du Panama face aux neuf meilleurs clubs panaméens.
Aucune place n'était qualificative pour la Copa Interclubes UNCAF.

## Les 10 clubs participants
| \| Panama City : Atlético Nacional Euro Kickers Panamá Viejo FC CD Plaza Amador Tauro FC CD Pan de Azúcar I Panama City Atlético Chiriquí I Panama City Deportivo Árabe Unido I Panama City I Panama City San Francisco FC Sporting San Miguelito I Panama City \| Localisation des clubs engagés dans le championnat. |
| Panama City : Atlético Nacional Euro Kickers Panamá Viejo FC CD Plaza Amador Tauro FC CD Pan de Azúcar I Panama City Atlético Chiriquí I Panama City Deportivo Árabe Unido I Panama City I Panama City San Francisco FC Sporting San Miguelito I Panama City                                                           |

| Club                   | Stade                                    | Capacité          | Ville                  |
| Deportivo Árabe Unido  | Stade Mariano Bula                       | Capacité inconnue | Colón                  |
| Atlético Nacional (en) | Stade Agustín Sánchez                    | 3 040             | Panama City            |
| Atlético Chiriquí      | Stade Kenny Serracin                     | Capacité inconnue | David                  |
| Euro Kickers           | Stade Rommel Fernández Stade Javier Cruz | 32 000 2 500      | Panama City            |
| CD Pan de Azúcar (en)  | Stade Javier Cruz                        | 2 500             | San Miguelito          |
| Panamá Viejo FC        | Stade Rommel Fernández                   | 32 000            | Panamá Viejo           |
| CD Plaza Amador        | Stade Rommel Fernández                   | 32 000            | Panama City            |
| San Francisco FC       | Stade Agustín Sánchez                    | 3 040             | La Chorrera            |
| Sporting San Miguelito | Stade Rommel Fernández Stade Javier Cruz | 32 000 2 500      | San Miguelito Penonomé |
| Tauro FC               | Stade Rommel Fernández                   | 32 000            | Panama City            |

## Bilan du tournoi
| Tableau d'Honneur        |                       |
| Compétition              | Vainqueur             |
| Championnat ANAPROF 1999 | Deportivo Árabe Unido |

| Promotions et relégations |                          |
| Relégué en Primera A      | CD Pan de Azúcar (en)    |
| Promu de Primera A        | Atlético Municipal Colón |